# Селвамађо (Сијена)
Селвамађо је насеље у Италији у округу Сијена, региону Тоскана.
Према процени из 2011. у насељу је живело 262 становника. Насеље се налази на надморској висини од 222 м.